# الکساندر بوگدانف
الکساندر الکساندرویچ بوگدانف (به روسی: Алекса́ндр Алекса́ндрович Богда́нов) (زاده ۲۲ آگوست ۱۸۷۳ – درگذشته ۷ آوریل ۱۹۲۸) پزشک، فیلسوف، نویسنده علمی–تخیلی و انقلابی بلشویک روسی بلاروس تبار بود.
الکساندر بوگدانف متولد روسیه بود. در تلاش برای جوانی پایدار در تلاش برای جوانی همیشگی، او شروع به آزمایشهایی روی انتقال خون کرد. او تزریق خون را روی خودش امتحان کرد و ادعا کرد که طاس شدنش متوقف شده و دید چشمش بهتر شده‌است. اما او اصلاً خون‌های اهداکننده‌ها را آزمایش نمی‌کرد و در یکی از آزمایش‌هایش خون فردی مبتلا به مالاریا و سل را به خودش تزریق کرد و در نتیجه عوارض این تزریق درگذشت.